# 2359 Дебегонь
2359 Дебегонь (2359 Debehogne) — астероїд головного поясу, відкритий 5 жовтня 1931 року.
Тіссеранів параметр щодо Юпітера — 3,498.